# 金精トンネル

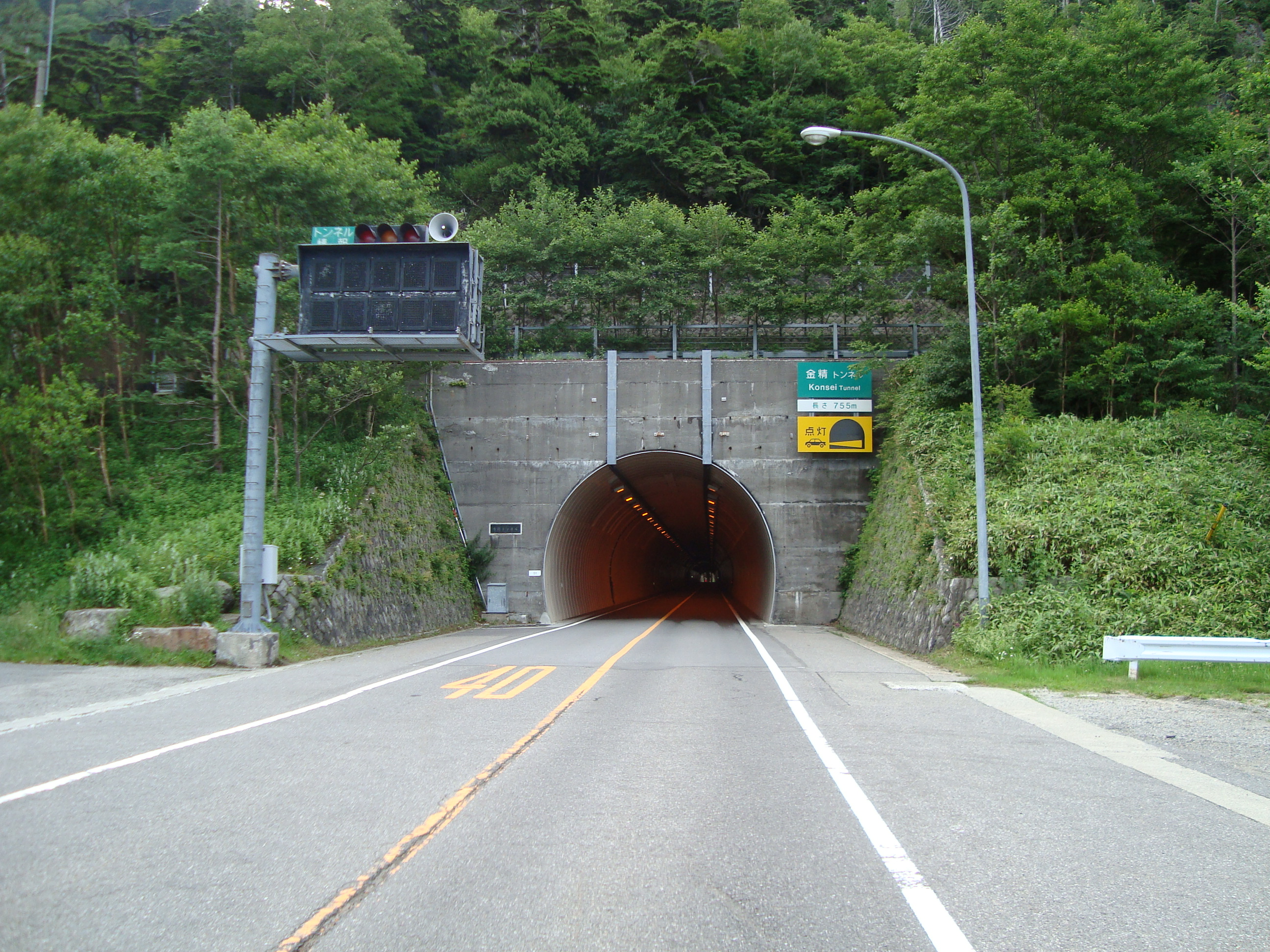
金精トンネル（栃木県側）

金精トンネル（こんせいトンネル）は、群馬県利根郡片品村と栃木県日光市の間の金精峠下を貫く国道120号のトンネル。

## 概要
標高1,843メートル。国内のトンネルでは最も標高が高い。日本の国道では3番目に標高が高い。トンネル延長は755メートル。日本ロマンチック街道の一部でもある。
標高が高いため、例年12月末から4月末の間は金精道路全体が閉鎖される。たびたび付近で雪崩が起こるため、春に開通しても通行止めになることがよくある。
トンネルが開通した1965年（昭和40年）より、ここを経由して水上駅 - 沼田駅 - 鬼怒川温泉間を結ぶ東武バスの路線が存在したが、1990年（平成2年）に廃止。その後、鎌田（片品村） - 日光湯元間に区間短縮して運転されていたが、これも1992年（平成4年）に廃止された。以降、このトンネルを通過する路線バスは存在しない状態が続いていたが、2016年（平成28年）5月1日より関越交通によって鎌田 - 中禅寺温泉間に1日2往復路線バスが運転されている。ただし、2020年（令和2年）現在、再び湯元温泉までの運行となっている。また、トンネルの封鎖期間中は運行しない。
トンネル出入口にあるトンネル名標識は、旧日本道路公団仕様のもので有料道路時代の名残である。

## 沿革
- 1962年（昭和37年）6月7日 - 二級国道日光沼田線の新設工事として工事開始[7]。
- 1963年（昭和38年）8月 - 群馬県と栃木県奥日光とを結ぶトンネルとして貫通。
- 1965年（昭和40年）9月20日 - 工事終了[8]。
総事業費は、10億9,000万円[9]。
  - 10月7日 - 日本道路公団が管理する一般有料道路「金精道路」として供用開始[10]。
- 1995年（平成7年）10月7日 - 料金徴収期間の満了により[10]、約64億円の未償還額（借金）を残したまま無料開放された。
難工事のため多額の費用を要することから、一般有料道路として事業化されたが、償還計画から実績が大きく乖離した。